# (14701) Aizu
(14701) Aizu est un astéroïde de la ceinture principale.

## Description
(14701) Aizu est un astéroïde de la ceinture principale. Il fut découvert le 7 janvier 2000 à la station Anderson Mesa par le programme LONEOS. Il présente une orbite caractérisée par un demi-grand axe de 2,74 UA, une excentricité de 0,19 et une inclinaison de 13,1° par rapport à l'écliptique.

## Compléments